# Gaea Schoeters

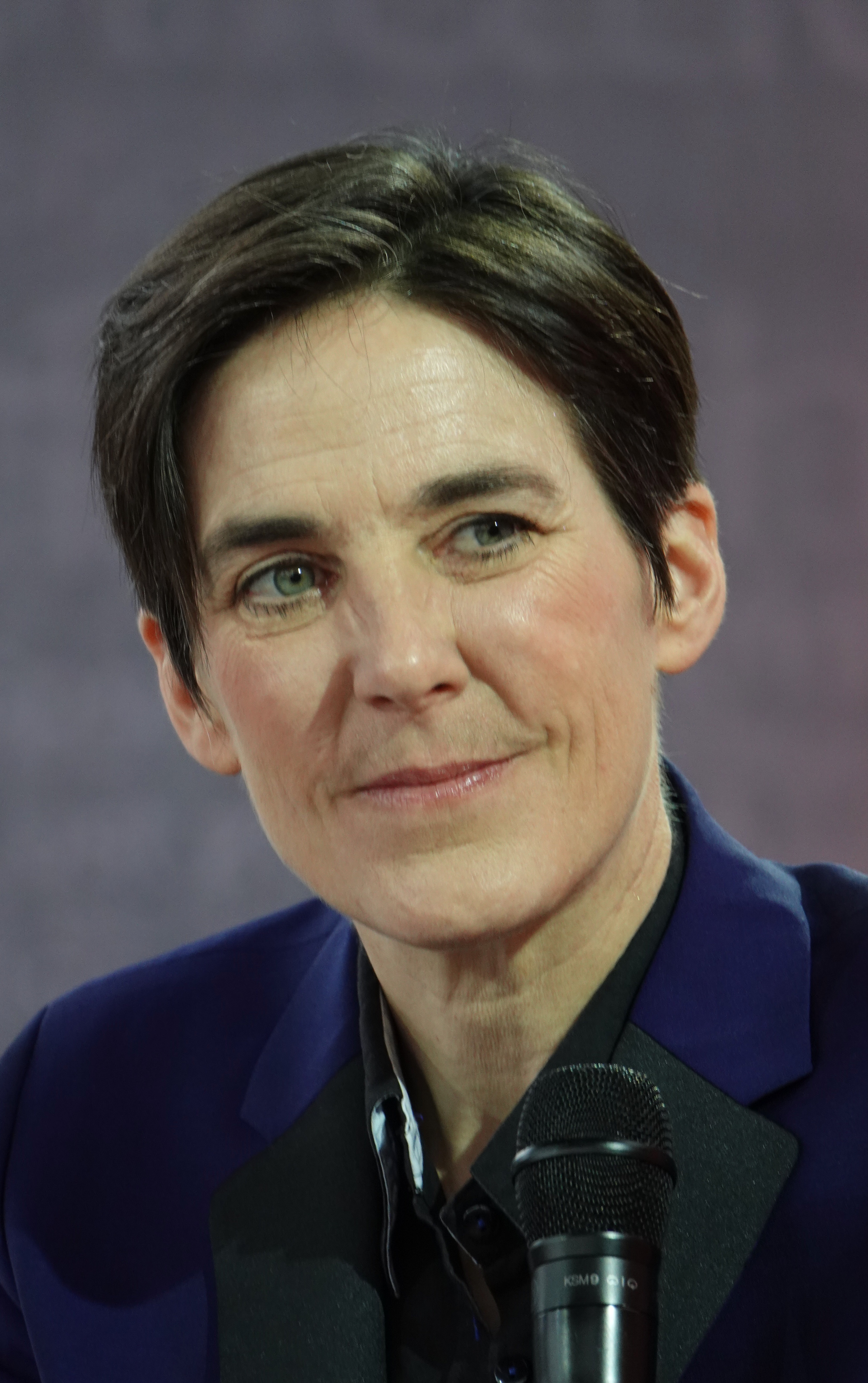
Gaea Schoeters (2024)

Gaea Schoeters (* 28. Juni 1976 in Sint-Niklaas) ist eine belgische Schriftstellerin, Journalistin, Librettistin und Drehbuchautorin flämischer Sprache.

## Leben
Gaea Schoeters absolvierte eine Ausbildung als Dolmetscherin, Journalistin und Drehbuchautorin. Im deutschsprachigen Raum ist sie seit 2024 vor allem für ihren Roman Trophäe bekannt, den sie auf der Leipziger Buchmesse mit Gastland Niederlande und Flandern vorstellte, und der für mehrere Literaturpreise nominiert war. Als klar war, dass ihr Roman ins Deutsche übersetzt werden würde, lernte Schoeters Deutsch, um Lesungen und Interviews auf Deutsch halten zu können.
Ihre literarischen Werke bewegen sich zwischen formalem Experiment und sozialem Engagement und sind sehr vielseitig: Schoeters hat bisher Reiseberichte, Romane, Opern, Musiktheater, Theaterstücke und Kinderbücher geschrieben. Außerdem schreibt sie Kolumnen und Essays für verschiedene Zeitungen und Literaturzeitschriften.
Ihr erstes Buch Meisjes, Moslims & Motoren (Mädchen, Muslime und Motorräder) war ein Bericht über eine Motorradreise, die sie durch den Nahen Osten und Zentralasien unternahm. Mit der Autorin Annelies Verbeke schrieb sie die Operette Boze Bejaarden (2023), mit der Komponistin Annelies Van Parys die Kammeroper Notwehr (2022) und mit der Illustratorin Gerda Dendooven entstand das philosophische Kinder-Bilderbuch (N)Iets (2021). Ihre Bühnenwerke wurden in den Beneluxländern und in Europa an Spielorten wie Staatsoper Unter den Linden, Folkoperan Stockholm, Flämische Oper, Operadagen Rotterdam oder Biennale di Venezia aufgeführt. Außerdem übersetzt sie Werke der britischen Person Kae Tempest.
Schoeters ist Teil des niederländisch-flämischen Kollektivs Fixdit, einer Vereinigung von zwölf Autorinnen, die sich für mehr Gleichberechtigung in der Literaturbranche einsetzt.
Im Frühjahrssemester 2025 lehrte Schoeters als 22. Friedrich Dürrenmatt Gastprofessorin für Weltliteratur an der Universität Bern und widmete sich der Frage, wie Inhalt und Form der Literatur politisch zusammenhängen und wie klassische Kunstwerke neue Ideen vermitteln.

## Werke (Auswahl)
- Meisjes, Moslims & Motoren. Roularta Books, Roeselare 2008, ISBN 978-90-8679-127-9.
- Diggers. Een kleine Groote Oorlog. Manteau, Antwerpen 2011, ISBN 978-90-223-2621-3.
- De kunst van het vallen. De Bezige Bij, Antwerpen 2014, ISBN 978-90-8542-404-8.
- Het Kanaal. Uitgeverij Kartonnen Dozen, Antwerpen 2017, ISBN 978-94-90952-22-8.
- Zonder titel #1. Querido Uitgeverij, Amsterdam 2018, ISBN 978-90-214-0282-6.
- Trofee. Querido Uitgeverij, Amsterdam 2020, ISBN 978-90-214-2388-3.
  - Trophäe. Übersetzung aus dem Niederländischen von Lisa Mensing. Paul Zsolnay Verlag, Wien 2024, ISBN 978-3-552-07388-3.
- Het geschenk. Querido Uitgeverij, Amsterdam 2025, ISBN 978-90-253-1860-4.
  - Das Geschenk. Übersetzung aus dem Niederländischen von Lisa Mensing. Paul Zsolnay Verlag, Wien 2025, ISBN 978-3-552-07574-0.
- Fixdit (Hrsg.): Optimistische woede: Fix het seksisme in de literatuur. Een manifest. De Geus, Amsterdam 2022, ISBN 978-90-445-4803-7.

## Auszeichnungen (Auswahl)
- 2012: Großer Preis Jan Wauters für kreativen Umgang mit Sprache[3]
- Literaturpreis Sabam for Culture für Trophäe[3]
- 2022: Besondere Erwähnung beim Literaturpreis der Europäischen Union für Trophäe[8]